# الدوري التشيكوسلوفاكي 1935–36
الدوري التشيكوسلوفاكي 1935–36 هو الموسم 31 من الدوري التشيكوسلوفاكي ‏. أشرف على تنظيمه اتحاد جمهورية التشيك لكرة القدم، وكان عدد الأندية المشاركة فيه 14، وفاز فيه سبارتا براغ.